# バンリ
バンリ(インドネシア語：Bangli)は、インドネシア共和国バリ州バンリ県の首都。バンリ市(Kota Bangli)と言われるが、実際にはバンリという市はなく、バンリ県庁やバンリ郡役場、ベモステーション、市場のあるカワン村及び、北隣のチュンパガ村、南隣のブバラン村に続く市街をバンリと呼ぶ。カワン村中心部で421m、ブバラン村でも376mと標高が高く、海岸近くに比べると涼しいため、バリ島内でも過ごしやすい場所として知られる。
バンリは、赤い森という意味のバン・ギリ(bang gili)から来ていると伝えられる。

## 観光
- クヘン寺院

　かつてバンリ王朝の国寺であった寺院。